# Camp David
Naval Support Facility Thurmont, comúnmente conocido como Camp David, es un campo de 125 acres (0.5 km²) destinado a ser una de las residencias del Presidente de los Estados Unidos. Camp David es parte del Catoctin Mountain Park, un área recreativa situada en el condado de Frederick (Maryland), a las afueras de Washington D. C.
Fue construido en 1942 por el presidente Franklin Delano Roosevelt con el nombre de Shangri-La, y bajo su sucesor, Harry Truman, se convirtió en residencia oficial. En 1953 Dwight David Eisenhower la renombró como Camp David, en honor de su nieto David Eisenhower.

## Acontecimientos
Muchos acontecimientos históricos han ocurrido en esta residencia presidencial: la planificación de la invasión de Normandía, varias reuniones entre Eisenhower y Jrushchov, discusiones de la invasión de Bahía de Cochinos, discusiones de la Guerra de Vietnam, y muchas otras reuniones con dignatarios extranjeros e invitados.
Fue sede de numerosas conferencias y negociaciones internacionales, especialmente en 1979 entre Egipto e Israel. Gracias a la determinación del presidente estadounidense Jimmy Carter, ese año se encontraron en Camp David el presidente egipcio Anwar el-Sadat y el primer ministro israelí Menájem Beguin.

## Uso moderno
Camp David sigue sirviendo como residencia de descanso presidencial en la actualidad. Es un lugar privado, aislado, para la contemplación y la relajación de los mandatarios. Camp David no está abierto al público, pero el parque sí.